# 유방 보형물

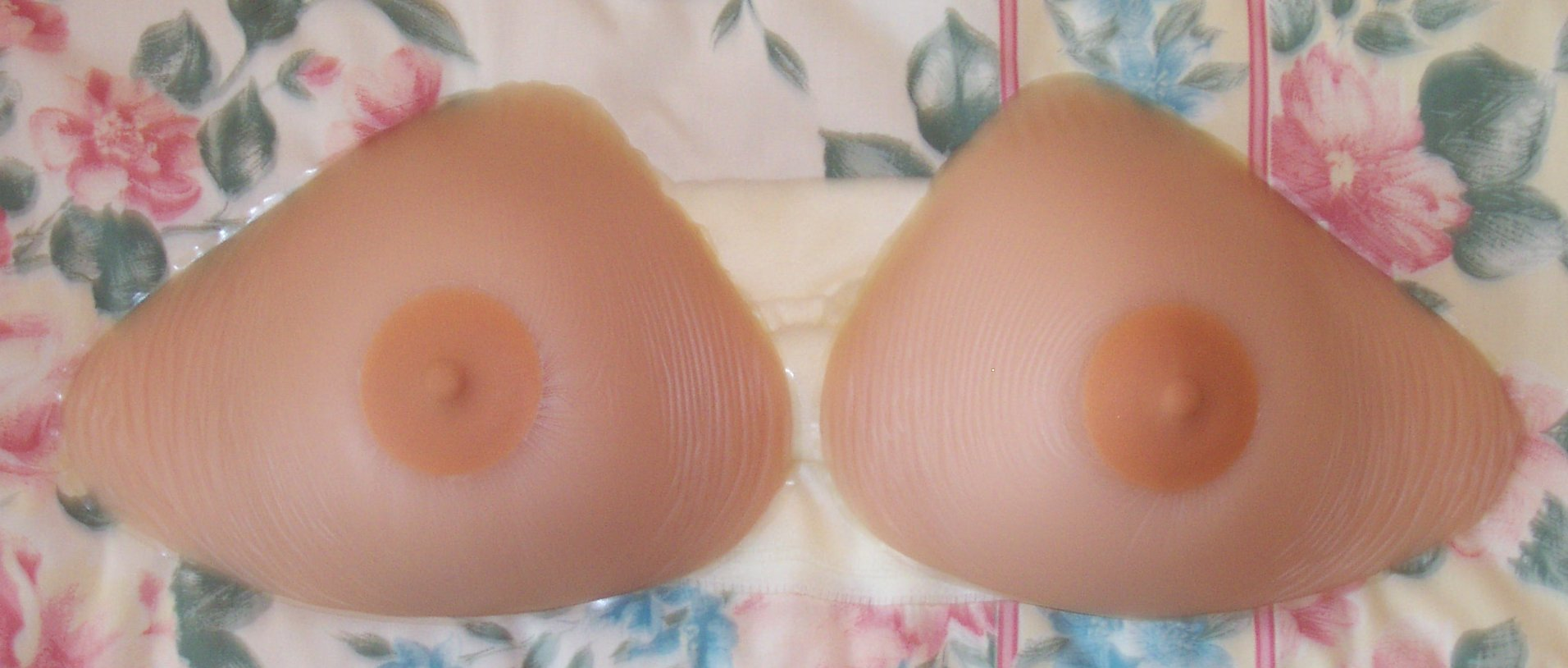
젖꼭지가 붙어 있는 유방 보형물 한 쌍

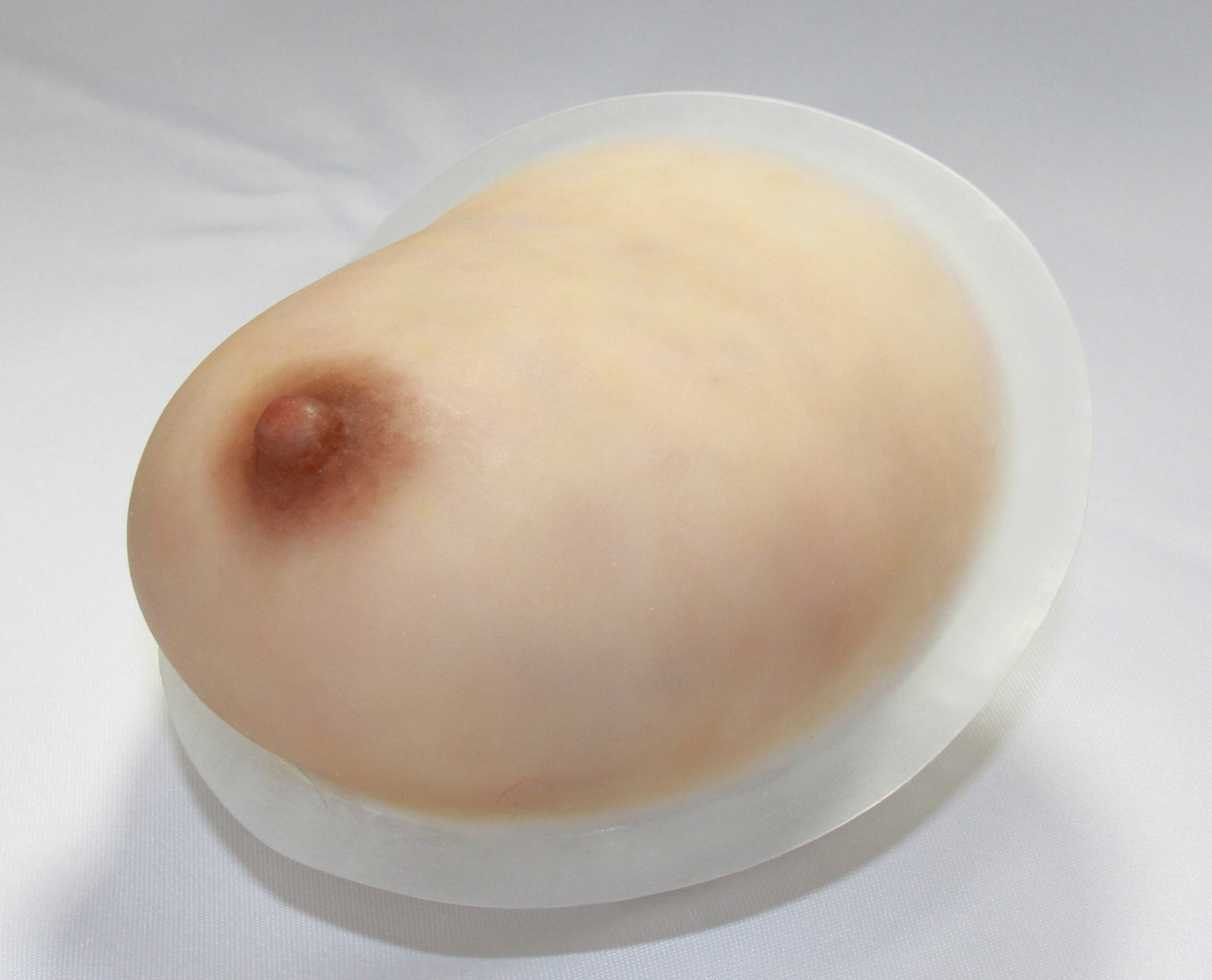
3D스캐너로 만든 일본산 유방보형물

유방 보형물은 유방처럼 보이도록 고안된 보형물이다. 이러한 보형물은 유방 절제술이나 부분절제술을 받은 여성이 일시적 또는 영구적으로 사용하는 경우가 많지만, 미용 목적으로 사용할 수도 있다. 여러 가지 재료와 디자인이 있지만 가장 일반적인 구조는 사람의 피부와 유사한 느낌을 주도록 만들어진 플라스틱 필름에 젤을 넣은 것이다. 보형물은 수술용품점, 약국, 맞춤형 란제리 매장에서 구입할 수 있으며 심지어는 개인의 집으로 찾아가 서비스를 제공하는 개인 서비스를 통해서도 구입할 수 있다. 완전 또는 표준 보형물, 쉘 보형물과 같은 부분 보형물 및 부착 보형물을 포함하여 기성품 유방 보형물에는 다양한 유형이 있다. 또한, 유방의 인상을 받아 개인의 가슴에 맞게 성형해주는 맞춤형 옵션도 전문 매장에서 구입할 수 있다. 유륜과 유두는 유방 형태의 일부로 복제되거나 별도의 유두 보형물로 복제될 수 있다. 주문 제작형과 기성형 유방 보형물에는 특별히 설계된 유방 절제술 브래지어의 주머니에 넣거나 접착제나 기타 방법을 통해 피부에 부착하여 표준 브래지어와 함께 착용하도록 설계된 다양한 종류가 있다. 유방 보형물을 선택할 때는 다양한 유형과 필요한 관리, 보험 적용 범위, 심리사회적 영향 등 고려해야 할 요소가 많다.
외부 유방 보형물은 유방 절제술 같은 유방암 수술을 받은 여성에게 일반적으로 사용된다. 대칭성과 균형 개선을 포함한 다양한 신체적 이점과 자존감 향상을 포함한 심리적 이점이 있다. 수술 후 용도 외에도 보형물은 개인이 가슴의 모양을 만들어내는 데에도 사용된다.
유방 보형물은 일반적으로 유방 절제술(대개 암으로 인한 결과) 후에 가장 흔히 사용된다. 이러한 보형물은 종종 여성 유방의 자연스러운 모양을 본떠 만들어지며, 외과적 유방 재건 수술 전이나 대체 수술로 일시적으로 또는 장기간 사용할 수 있다. 시행된 유방절제술의 유형, 수술 후 치유 진행 상황, 기타 다양한 요소에 따라 외과의는 여성이 보형물을 사용할 수 있는 시기를 결정한다. 보험 목적으로 유방 보형물 및 유방 절제 브래지어의 경우 처방전이 필요할 수 있다.
부분절제술을 받은 후에는 비대칭적인 실루엣이 생길 수 있다. 유방 보형물은 사라진 조직을 수용하는 데 도움이 되는 균등화 장치 역할을 할 수 있다. 작은 유방 조직을 완전히 제거하지 않고 제거한 후의 유방 보형물의 예로는 부분 유방 보형물과 부착형 유방 보형물이 있다.

## 유형
- 전체/표준 보형물 - 이 보형물은 유방벽에 직접 부착되며 유방 조직을 모두 제거한 사람에게 사용된다. 크기, 모양 및 피부톤은 다른 유방과 일치하도록 맞춤 설정할 수 있으며 두 유방이 모두 제거된 경우 원하는 크기를 선택할 수 있다.[11]
- 부분 보형물 - 부분 보형물은 유방에 부드럽게 부착되도록 얇은 필름 층이 있는 두 겹의 실리콘으로 구성되어 있다.[12] 전체 보형물과 달리 이 수술은 유방의 일부가 제거된 상황에서도 사용할 수 있다. 브라 안쪽의 유방 조직 위에 착용하여 더욱 풍만한 모습을 연출하고 유방 윤곽을 채운다.[11][13]
- 쉘 보형물 - 두 유방의 크기가 다를 때 이 유형의 부분 보형물을 사용할 수 있다. 실리콘으로 만든 부드러운 껍질을 작은 가슴 주위에 두르면 큰 가슴의 크기에 맞게 조절할 수 있다. 셸 보형물은 수술 직후 바로 사용할 수 있으며 활동이 없는 기간에 이상적이다. 일반적으로 통기성이 좋은 면 뒷면이 있는 폴리에스터 앞면으로 만들어지며 가볍다.[12]
- 부착형 보형물 - 이 보형물은 피부에 부착되며 전체 또는 부분적으로 부착할 수 있다. 보다 활동적인 라이프스타일을 즐기는 여성이나 브래지어의 무게를 줄이고 싶어하는 여성이 이 보형물을 선호한다. 또 다른 이점은 옷이 어느 정도의 지지력을 제공할 수 있는 한 스트랩이 없는 옷을 이 보형물과 함께 착용할 수 있다는 것이다.[11]
- 맞춤형 보형물 - 일부 매장에서는 자연스러운 색상, 다른 유방의 크기, 신체의 자연스러운 윤곽에 맞춰 보형물을 맞춤 제작할 수 있다. 일반적으로 실리콘과 라텍스 소재가 사용되지만 이러한 맞춤형 보형물은 맞춤 제작되지 않은 보형물보다 비싸다.[14]

실리콘 유방은 사용자의 요구에 맞게 다양한 무게로 제공되며 일반적으로 천연 유방과 동일한 무게로 설계된다. 표준형보다 약 20~40% 가벼운 경량형은 스포츠 등의 신체활동이나 수면에 적합하다.
일부 사용자들은 따뜻하고 습한 기후에서는 보형물이 뜨거워질 수 있다고 생각하지만, 최신 유방 보형물은 더 나은 공기 순환을 허용하도록 설계되었다. 브라 포켓이나 보형물 커버를 사용하면 땀을 줄이는 데 도움이 될 수 있지만 땀으로 인해 보형물이 손상되는 것을 방지하기 위해 보형물을 자주 세척하는 것이 중요하다.
많은 보형물은 다양한 피부톤에 맞는 색상으로 출시된다. 또한, 모든 피부 톤에 맞는 정확한 색상을 찾는 것이 어려울 수 있지만, 기업들은 다양한 피부 톤에 맞게 가슴 보형물에 맞춤 색상을 추가하기 시작했다. 더욱 더 가까운 일치를 제공할 수 있는 보형물에 대한 커버도 제공될 수 있다.